# Thundercats (videogioco)
Thundercats, sottotitolato The Lost Eye of Thundera in alcune schermate, è un videogioco d'azione pubblicato nel 1987 dalla Elite Systems per Amstrad CPC, Commodore 64, Amiga, Atari ST e ZX Spectrum e ispirato alla serie di cartoni animati Thundercats. Si controlla Lion-O, capo degli uomini-felini protagonisti del cartone, e si affrontano le creature mostruose al servizio di Mumm-Ra per recuperare i propri compagni rapiti e l'Occhio di Thundera.
Nel 1988 ci fu un tentativo di proporre Thundercats anche come videogioco arcade, nella macchina a giochi intercambiabili INTEC Video Systems della East Midlands Leisure basata sull'Atari ST, ma l'esperimento non risultò redditizio.

## Modalità di gioco
Si tratta di un videogioco a piattaforme bidimensionale a scorrimento orizzontale, con lugubri paesaggi di foreste, sotterranei ornati di teschi e rovine. L'obiettivo di ogni livello è arrivare in fondo al percorso, andando verso destra o verso sinistra a seconda del livello.
Lion-O può correre sul terreno piatto o sulle piattaforme, di solito costituite da blocchi di pietra, e deve saltare fiumi e voragini letali. Normalmente è armato di spada, con la quale può colpire ad altezza normale o più in basso quando è accovacciato, ma non può colpire e correre allo stesso tempo. Si incontrano delle urne da colpire, spesso saltando perché appese in alto, per rivelare oggetti da raccogliere: bonus, un'arma che spara a distanza e vite. In alcuni livelli si può salire su una navicella che vola veloce e spara.
I nemici sono creature di vario genere, che camminano o volano e arrivano da entrambi i lati. Sono letali in caso di contatto, ma non hanno armi a distanza. In ogni livello c'è un limite di tempo, oltre il quale i nemici diventano più pericolosi. A fine livello si ricevono due bonus proporzionali al tempo avanzato e al numero di nemici uccisi.
Ci sono in tutto 14 livelli, ridotti a 11 su Spectrum e su Amstrad 64k. In tre dei livelli Lion-O deve salvare uno dei propri compagni; l'obiettivo resta sempre arrivare in fondo, ma si può ottenere un grosso bonus per il completamento, non c'è il limite di tempo, e si può fare un solo tentativo.